# Jacek Kopciński
Jacek Dariusz Kopciński (ur. 1965) – polski historyk literatury, dramatolog i krytyk teatralny, dr hab.

## Życiorys
Urodził 12 lutego 1965 roku w Warszawie (rodzice: Jerzy Kopciński, Maria Kopcińska z d. Skowrońska).  W 1984 ukończył LO pod wezwaniem Świętego Augustyna w Warszawie. W 1990 ukończył Wydział Polonistyki na Uniwersytecie Warszawskim. Pracę magisterską napisał pod kierunkiem prof. Michała Glowinskiego. Od 1990 jest pracownikiem naukowym w Instytucie Badań Literackich PAN.
Profesor w Instytucie Badań Literackich PAN, gdzie od 2012 kieruje Ośrodkiem Badań nad Polskim Dramatem Współczesnym. W latach 2006-2018  redaktor naczelny miesięcznika „Teatr”; w latach 2000-2024 wykładowca Uniwersytetu im. Kardynała Stefana Wyszyńskiego w Warszawie, gdzie kierował Katedrą Badań nad Teatrem i Filmem, w  latach 2011–2016 współpracownik Wydziału Wiedzy o Teatrze Akademii Teatralnej im. Aleksandra Zelwerowicza w Warszawie. Wykładał także także w Kolegium Artes Liberales Uniwersytetu Warszawskiego.
Wydał między innymi:
- Gramatyka i mistyka. Wprowadzenie w teatralną osobność Mirona Białoszewskiego (1997) - monografia dramaturgii Mirona Białoszewskiego.
- Którędy do wyjścia? Szkice i rozmowy teatralne (2002) - eseje na temat teatru i dramatu współczesnego.
- Nasłuchiwanie. Sztuki na głosy Zbigniewa Herberta (2008) - monografia radiowej i teatralnej twórczości Zbigniewa Herberta.
- Powrót ‘Dziadów’ i inne szkice teatralne (2016) - wybór esejów oświęconych m.in. inscenizacjom dramatu romantycznego w polskim teatrze współczesnym.
- Wybudzanie. Dramat polski. Interpretacje (2018) -  szkice na temat polskiej dramaturgii najnowszej i powojennej (m.in. sztuki Sikorskiej-Miszczuk, Rudzkiej, Kochana, Tomczyka, Grabowskiego, Pałygi, Iredyńskiego, Głowackiego, Łukosza).  Tom zawiera także oryginalną koncepcję lektury i interpretacji tekstu dramatycznego.
- Widma Białoszewskiego. Glos-Teatr-Trans (2023) - eseje poświęcone magnetofonowym nagraniom Mirona Białoszewskiego.

W 2013 roku ukazał się w jego wyborze i opracowaniu pierwszy tom antologii Transformacja. Dramat polski po 1989 roku (Wydawnictwo IBL), zawierający dziesięć najważniejszych dramatów lat 90. XX wieku (m.in. Miłość na Krymie Sławomira Mrożka i Dzień świra Marka Koterskiego). W 2014  został opublikowany tom II antologii, w którym znalazło się jedenaście najciekawszych dramatów współczesnych (m.in. Norymberga Wojciecha Tomczyka i Popiełuszko Małgorzaty Sikorskiej-Miszczuk).
Redaktor naukowy serii Dramat polski. Reaktywacja (razem z Arturem Grabowskim), w której ukazało 20 tomow dramatów ( m.in. Stanisława Grochowiaka, Mieczysława Piotrowskiego, Janusza Krasińskiego, Anny Świrszczyńskiej, Mariana Pankowskiego, Ireneusza Iredyńskiego, Zofii Posmysz, Jarosława Marka Rymkiewicza (Wydawnictwo IBL).
Autor podręcznika do nauczania literatury XX wieku w liceum i technikum Przeszłość a dziś. Literatura. Język. Kultura. Wiek XX (2023), Wydawnictwo "Stentor" Piotra Matciszuka.
W latach 2005–2009 i 2018-2022 współpracował z TVP Kultura. 
W 2009 roku w 2 Programie TVP prowadził autorski program Kwartet Literacki.
Od 2009 roku jest członkiem Kapituły Gdyńskiej Nagrody Dramaturgicznej.
W Instytucie Teatralnym im. Zbigniewa Raszewskiego w Warszawie prowadził cykl seminariów interdyscyplinarnych Dramat Polski. Reaktywacja poświęcony polskiej dramaturgii powojennej i współczesnej. W IT organizował też maraton słuchowisk "Nasłuchiwanie". Od 2020 roku kieruje w instytucie programem stypendialnym i edytorskim DRAMATOPISANIE.
Publikacje  w „Teatrze”, „Dialogu”, „Tekstach Drugich”, „Załączniku Kulturoznawczym”, "Pamiętniku Literackim", "Pamiętniku Teatralnym".